# 10436 Janwillempel
10436 Janwillempel è un asteroide della fascia principale. Scoperto nel 1960, presenta un'orbita caratterizzata da un semiasse maggiore pari a 2,7397800 UA e da un'eccentricità di 0,0490192, inclinata di 3,88766° rispetto all'eclittica.